# سفاح فرانكفورد
سفاح فرانكفورد هو الاسم الذي اطلقه الإعلام على قاتل متسلسل محتمل كان يعمل في وحول حي فرانكفورد في فيلادلفيا ، بنسلفانيا من 1985 إلى 1990. أُدين ليونارد كريستوفر في جريمة قتل واحد من الضحايا التسعة الذين من المفترض أنهم مرتبطون، لكن الآخرين لم يُحلوا بعد. تعرض جميع الضحايا للاعتداء الجنسي وطعنوا حتى الموت. وشوهد العديد من الضحايا مع رجل أبيض في منتصف العمر قبل وقت قصير من وفاتهم.  

## الضحايا المحتملين
- هيلين بينت، 52 عامًا، قتلت في 19 أغسطس 1985
- آنا كارول، 68 عامًا، قتلت في 3 يناير 1986
- سوزانا أولزيف، 74 سنة، قتلت 25 ديسمبر 1986
- جين دوركين، 28 عامًا، قتل في 8 يناير 1987
- كاثرين م. جونز، 29 عامًا، قُتلت في يناير 1987 (تم التشكيك في علاقتها بجرائم القتل الأخرى)
- مارغريت فوجان، 66 عامًا، قتلت 11 نوفمبر 1988
- تيريزا سكورتينو، 30 سنة، قتلت في 19 يناير 1989
- كارول دود، 46 عامًا، قتلت 29 أبريل 1990 (أُدين ليونارد كريستوفر بوفاتها)
- ميشيل دهنر، 30 عامًا، قتلت 6 سبتمبر 1990 (حدثت أثناء وجود ليونارد كريستوفر في السجن)

## ليونارد كريستوفر
أثناء التحقيق في وفاة كارول دود، أصبح ليونارد كريستوفر، الموظف في سوق السمك القريب، مشتبهاً به. على الرغم من أنه لا يتطابق مع وصف الشاهد، وأنه لا يوجد دليل يربطه بأي من جرائم القتل الثمانية الأخرى، وأنه لا يوجد سوى أدلة ظرفية تربطه بقتل دود، فقد حوكم وأُدين بتهمة واحدة من الدرجة الأولى القتل في 12 ديسمبر 1990 ، وحكم عليه بالسجن المؤبد .  